# Leibnizovo pravidlo
Leibnizovo pravidlo je v matematice předpis, které udává, jak se důležitá třída operátorů chová vůči součinu.
Označíme-li {\displaystyle {\mathcal {A}}} obecný operátor, pak splňuje-li Leibnizovo pravidlo, platí
{\displaystyle {\mathcal {A}}\left(fg\right)=\left({\mathcal {A}}f\right)g+f\left({\mathcal {A}}g\right).}
Toto pravidlo splňují např. derivace, tedy platí
{\displaystyle \left(fg\right)^{'}=f^{'}g+fg^{'},}
což mj. spolu s faktem, že násobení je komutativní, dává vzorec pro n-tou derivaci součinu.
{\displaystyle (fg)^{(n)}=\sum _{k=0}^{n}{n \choose k}f^{(k)}g^{(n-k)},}
kde {\displaystyle {n \choose k}} jsou kombinační čísla.